# بیلی (کشتی‌گیر)
پاملا رُز مارتینِز (به انگلیسی: Pamela Rose Martinez) (متولد ۱۵ ژوئن ۱۹۸۹)ورزشکار زن آمریکایی در کشتی حرفه‌ای است که اکنون با دبلیودبلیوئی قرارداد دارد و با نام بیلی در اسمکدان فعالیت می‌کند.

## اوایل زندگی
مارتینِز در تاریخ ۱۵ ژوئن ۱۹۸۹ در نوآرک، کالیفرنیا از پدر و مادری مکزیکی به دنیا آمد. او در دبیرستان ایندیپندنس در سن خوزه تحصیل کرد و ب‌عنوان کاپیتان تیم بسکتبال مدرسه‌اش هم بازی‌هایی را انجام داد.

## زندگی شخصی

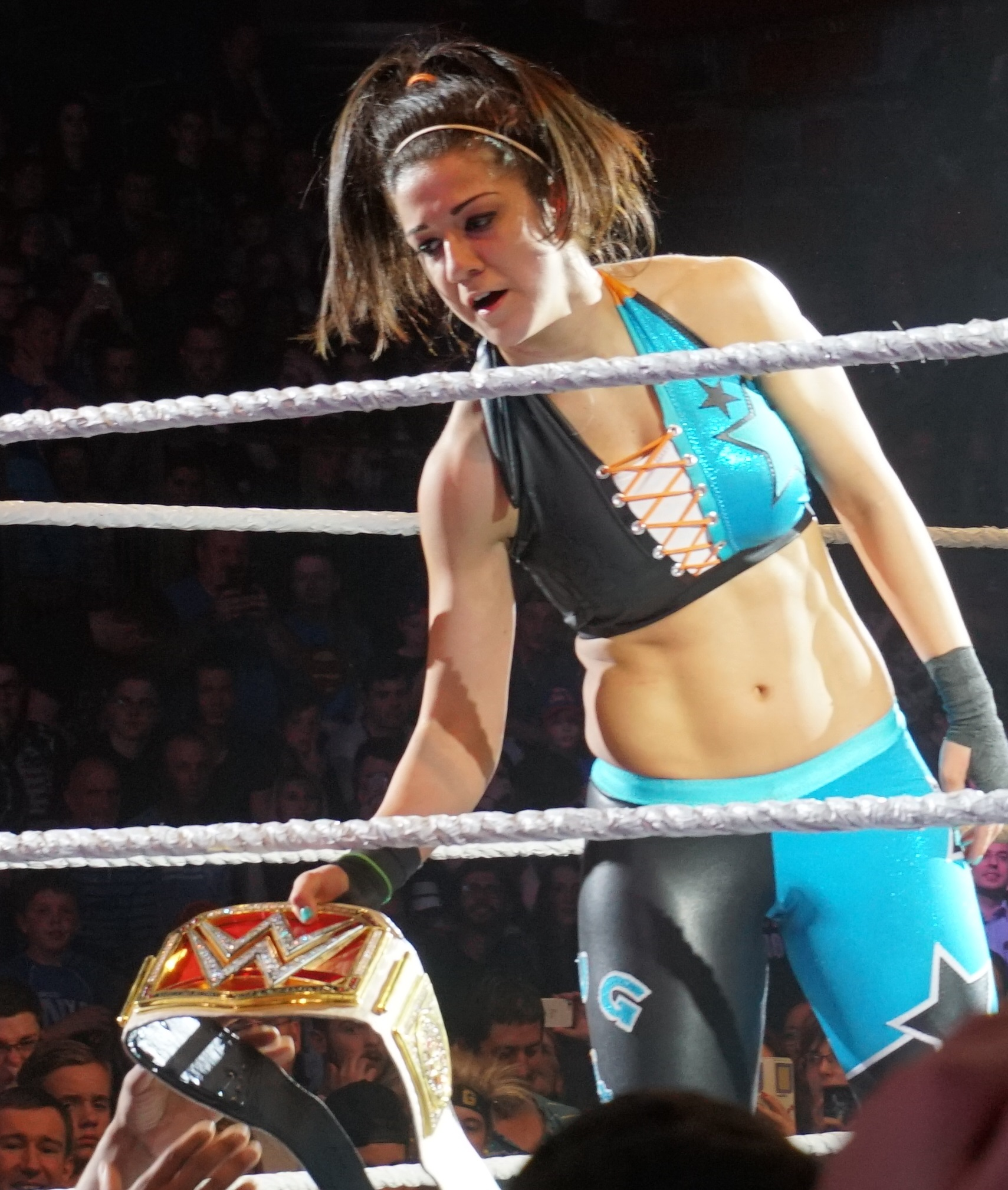
بیلی (کشتی‌گیر)

ارتینز از رندی سَوِج، د راک، هاردی بویز(مت هاردی و جف هاردی)، لیتا، ری میستریو، جان سینا، ادی گررو، آیوِری، ویکتوریا، برت هارت، تریپل اچ، د فَبیِلِس مولاه و تریش استراتوس به‌عنوان الگوهایش در کشتی حرفه‌ای یاد می‌کند. مارتینِز با اِران سالو نامزد است، اولین ملاقات او با سالو در سال ۲۰۱۰ انجام شد. او همچنین کلکسیونی از لِگو و پوگو استیک دارد.

## سبک و شخصیت حرفه ای کشتی
زمانی که بیلی کار خود را در دبلیو دبلیو ای آغاز کرد، به عنوان یک "آغوشگر" به تصویر کشیده شد، که با چند اسکای رقصنده بادی در هنگام ورودش بیرون می آمد و همچنین بسیاری از طرفداران (به ویژه بچه های کوچکتر) را در آغوش می گرفت. در ماه اول به‌عنوان یک شرور، او به‌عنوان یک منافق به تصویر کشیده شد، و با وجود داشتن ویژگی‌های شرورانه و تاکتیک‌های دست‌نخورده، با موسیقی ورودی و وسایل داخل رینگ دست‌نخورده باقی مانده بود، طوری عمل می‌کرد که هیچ چیز تغییر نکرده بود. در 11 اکتبر 2019، بیلی با بریدن دم اسبی خود، تخریب مردان لوله بادی خود و استفاده از فحاشی علیه هواداران در تبلیغات پس از مسابقه، ظاهر جدیدی را ارائه کرد. او اکنون خود را الگوی دختران کوچک در سراسر جهان می داند.
در رینگ، بیلی از فینیشر خود از خمیدگی شکم به شکم استفاده می کند و آن را بالی به شکم می نامد. با این حال، از زمان چرخش پاشنه پا، او شروع به استفاده از یک فینیشر قدیمی کرده است که قبلاً در مدار مستقل استفاده می شد، یک درایور سر قفل تله بازو معروف به گیاه رز.